# Heroes of Might and Magic 3½: In the Wake of Gods
In the Wake of Gods (skrótowo WoG) – fanowska modyfikacja gry komputerowej Heroes of Might and Magic III: The Shadow of Death, którego pomysłodawcą jest jeden z fanów gry, Slava Salnikov. W założeniach ma on rozbudować i uczynić grę ciekawszą oraz zapewnić możliwość zaawansowanej modyfikacji. Język programowania ERM stworzony przez fanów pozwala na dodanie wielu opcji do gry. Dodatek jest jednak ograniczony przez nieznajomość oryginalnego kodu źródłowego gry. Modyfikacja była rozwijana przez siedem lat. Ostatnia wersja to 3.58f, prace nad kolejną zostały przerwane.
W 2007 roku Grzegorz Karaś z czasopisma „CD-Action” ocenił modyfikację na 9/10.

## Niektóre nowości

### Fabuła
Oprócz dodania kilkunastu pojedynczych scenariuszy WoG wprowadza 7 nowych kampanii, w których rozgrywkę ukierunkowano na styl gier fabularnych kosztem rozwiązań strategicznych – przykładem tego może być kampania, w której gracz rozpoczyna misję nie posiadającym żadnego zamku i otoczonym przez niemożliwe do pokonania potwory rolnikiem Nailagiem Ciadem.

### Dowódcy
Istnieje dziewięć klas dowódców, związanych z poszczególnymi zamkami (miastami): Paladyn, Pustelnik, Westalka, Sukkub, Pożeracz Dusz, Oprawca, Przywódca Ogrów, Szaman i Duch Astralny. Każdy z nich posiada charakterystyczny dla siebie czar oraz dwie umiejętności. Dowódcy zdobywają doświadczenie razem z bohaterem (jedynie Paladyn uczy się o połowę szybciej), dzięki czemu mogą poprawiać swoje umiejętności w czterech z sześciu kategorii. Każdy dowódca często jest porównywany do bohaterów z czwartej części gry, choć pomysł w ich stworzeniu rozwinął się oddzielnie. W nowej wersji dodatku dowódców ma być dwa razy więcej; oprócz tego staną się jeszcze bardziej wszechstronni – m.in. dodatkowe umiejętności, księga czarów z własnymi zaklęciami.

### Nowe jednostki
W dodatku wprowadzono dużo nowych jednostek, głównie neutralnych, ale też jednostki ósmego poziomu, które są modyfikacjami jednostek siódmego poziomu (stanowią ultraulepszenie, tj. drugie ulepszenie dla jednostki charakteryzujące się większymi statystykami), oraz czterech potężnych Emisariuszy, bardzo osobliwych jednostek o nowych umiejętnościach (Emisariusz dodaje cotygodniowo punkty do jednej ze statystyk bohatera – zależnie od rodzaju). Emisariusze nie służą do walki – ich obrażenia zawsze wynoszą zero.

### Zdobywanie doświadczenia w walce przez jednostki
Jednostki mogą zdobywać doświadczenie. Teraz dzięki zdobywaniu doświadczenia jednostki mogą wykształcać nowe umiejętności (np. strzelanie, rzucanie czarów, latanie, strach i wiele innych). Jednostki zdobywają doświadczenie równolegle z Bohaterem w walce. Razem z doświadczeniem jednostki dostają awans. Na przykład nowa jednostka po zebraniu wystarczająco doświadczenia na awans może stać się uczniem.

### Burzenie miast i rozpoznawanie ich
Wprowadzono rozbudowaną możliwość wyburzania budowli w miastach. Miasto może zostać po całkowitym wyburzeniu odbudowane w innym typie, co zależy w dużej mierze od bohatera. Jedynie Jeddite może odbudować każdy rodzaj miasta. Wyburzone miasto wygląda inaczej niż inne miasta – na wyburzonym mieście widać zielone linie i wieże są przewrócone.

### Nowe artefakty
Dodatek to 6 nowych artefaktów, 1 składany ze starych, 10 artefaktów dla Dowódców, Sztandar Wojenny dla jednostek oraz 10 artefaktów bez żadnych własności(można im przypisać właściwości za pomocą skryptów ERM). Niektóre artefakty, które wcześniej nie były przydatne, teraz mają ulepszone właściwości (np. Stoicki Obserwator (ang. Stoic Watchman) oprócz zwiększania umiejętności Eagle Eye co tydzień odsłania ogromny obszar terenu wokół herosa).

### Nowy surowiec – mithril
Mithril umożliwia m.in. ulepszanie budynków na mapie. Można np. dwukrotnie zwiększyć wydobycie w kopalni na tydzień albo ulepszyć siedlisko, aby można było rekrutować już ulepszone jednostki. Można również wykupić jakiś magiczny teren przy zamku, np. ang. Fierry Fields, Cursed Ground, Magic Plains, etc. 

### Nowe obiekty na mapie i grafika
In the Wake of Gods dodaje bardzo dużo nowych obiektów na mapie przygody. Największą część stanowią siedliska nowych jednostek. Są również puste obiekty, aby można było napisać do nich skrypty ERM (dostępne do napisania w edytorze map). Powróciły także sfinksy znane z Heroes of Might and Magic II - rozwiązanie ułożonych przezeń zagadek miało dawać bohaterowi profity. Oprócz tego wprowadzono animacje drzew kołyszących się na wietrze oraz dekoracje terenowe związane z porami roku (np. spadający deszcz lub śnieg). Sporo elementów graficznych użyto na bazie modeli z Heroes of Might and Magic IV.

### Nowe możliwości
Bohaterowie zyskali umiejętność m.in. budowania w dowolnym miejscu na mapie garnizonu dla wojsk oraz niszczenia zdobytego od wroga miasta, by w zależności od wyboru postawic na jego miejsce miasto własnej nacji. Zmieniono specjalizacje dwóm bohaterom: czarnoksiężnik Jeddite posiadł zdolność wstawiania jakiegokolwiek miasta w miejsce zburzonego (nie musiał stawiać miast tylko własnej nacji), zaś nekromanta Nagash mógł odtąd podróżować z Welonem Ciemności zapewniającym mu wizualną osłonę ciemności w określonych promieniach długości na mapie.